# Wasyl Kawun
Wasyl Mychajłowycz Kawun (ukr. Васи́ль Миха́йлович Каву́н, ur. 14 sierpnia 1928 we wsi Kobrynowe w obwodzie czerkaskim, zm. 8 sierpnia 2009 w Kijowie) – radziecki działacz partyjny, Bohater Pracy Socjalistycznej (1962).

## Życiorys
W 1953 ukończył Humański Instytut Rolniczy, później pracował w instytucjach rolniczych obwodu winnickiego, od 1954 członek KPZR, w latach 1958–1970 był przewodniczącym kołchozu. Od 19 maja 1970 do maja 1978 przewodniczący Komitetu Wykonawczego Rady Obwodowej w Winnicy, od 23 maja 1978 do 18 grudnia 1989 I sekretarz Komitetu Obwodowego KPU w Żytomierzu, następnie na emeryturze. W latach 1961–1990 członek KC KPZR, deputowany do Rady Najwyższej ZSRR od 6 do 10 kadencji, 1962–1974 członek Prezydium Rady Najwyższej ZSRR, w latach 1989–1991 deputowany ludowy ZSRR. Od 2003 honorowy obywatel Żytomierza. Pochowany na Cmentarzu Bajkowa.

## Odznaczenia
- Medal Sierp i Młot Bohatera Pracy Socjalistycznej (28 lutego 1962)
- Order Lenina (sześciokrotnie)
- Order Rewolucji Październikowej
- Order Czerwonego Sztandaru Pracy

I medale.